# A1 Grand Prix-szezonok listája
Az A1 Grand Prix 2005-ös indulása óta eddig négy szezont rendeztek. Az első győztes Franciaország volt.
A lista a 2008–09-es szezon után frissült.
| Szezon  | Kasztni       | Motor         | Gumi          | Versenyek     | Csapatok      | Versenyzők    | Győztes                  | Második              | Harmadik                      |
| ------- | ------------- | ------------- | ------------- | ------------- | ------------- | ------------- | ------------------------ | -------------------- | ----------------------------- |
| 2005–06 | Lola          | Zytek         | Cooper Avon   | 11            | 25            | 58            | Franciaország (172 pont) | Svájc (121 pont)     | Egyesült Királyság (97 pont)  |
| 2006–07 | Lola          | Zytek         | Cooper Avon   | 11            | 24            | 61            | Németország (128 pont)   | Új-Zéland (93 pont)  | Egyesült Királyság (92 pont)  |
| 2007–08 | Lola          | Zytek         | Cooper Avon   | 10            | 22            | 46            | Svájc (168 pont)         | Új-Zéland (127 pont) | Egyesült Királyság (126 pont) |
| 2008–09 | A1GP          | Ferrari       | Michelin      | 7             | 21            | 35            | Írország (112 pont)      | Svájc (95 pont*)     | Portugália (92 pont)          |
| 2009–10 | szezon törölt | szezon törölt | szezon törölt | szezon törölt | szezon törölt | szezon törölt | szezon törölt            | szezon törölt        | szezon törölt                 |

- * Svájc eredetileg 99 pontot szerzett, ám a holland versenyen túl kevés autó szerepelt, így csak a legjobb hat eredmény számít a pontozásba.[1]